# Linea di successione al trono di Hannover

Lo stemma della monarchia di Hannover

La linea di successione al trono di Hannover segue il principio di primogenitura, la legge salica e il principio di Ebenbürtigkeit (uguaglianza dei matrimoni).
Il Regno di Hannover fu abolito nel 1866, per incorporazione nella Prussia, e il Ducato di Brunswick nel 1918. La Casa di Hannover perse anche il Ducato di Cumberland nel 1919. L'attuale pretendente al trono è Ernesto Augusto di Hannover, principe di Hannover, re titolare di Hannover, duca di Brunswick, duca di Cumberland e duca di Teviotdale, nato nel 1954, marito di Carolina di Monaco.

## Leggi di successione della Casa di Hannover
Come la maggior parte delle dinastie tedesche, la Casa di Hannover segue la legge salica, cioè esclude le donne dalla successione al trono, almeno fino all'estinzione dei rami maschili, unitamente al principio di primogenitura e a quello di parità dei matrimoni contratti (Ebenbürtigkeit). Per contrarre matrimonio dinastico è inoltre necessario il consenso del capo della Casa.

## Re di Hannover, duchi di Brunswick e pretendenti al trono
- Giorgio III re di Hannover (1814–1820) e re di Gran Bretagna
- Giorgio IV re di Hannover (1820–30) e re di Gran Bretagna
- Guglielmo IV re di Hannover (1830–37) e re di Gran Bretagna
- Ernesto Augusto I re di Hannover (1837–1851)
- Giorgio V re di Hannover (1851–1866, deposto), capo della Casa (1866–1878)
- Ernesto Augusto, capo della Casa (1878–1923), duca regnante di Brunswick (1913-1918)
- Ernesto Augusto, duca di Brunswick, capo della Casa (1923–1953)
- Ernesto Augusto, principe di Hannover, capo della Casa (1953–1987)
- Ernesto Augusto, principe di Hannover, capo della Casa (1987)

## Linea di successione
La linea di successione a Ernesto Augusto di Hannover è attualmente:
| discendente da matrimonio contrario al principio di Ebenbürtigkeit e quindi non dinastico ai sensi delle leggi di successione |
| discendente da matrimonio paritario                                                                                           |

| Ordine | Nome            | Data di nascita | Relazione                    | Note                                                             |
| ------ | --------------- | --------------- | ---------------------------- | ---------------------------------------------------------------- |
| 1      | Ernst August    | 1983            | figlio di Ernesto Augusto    | La madre è Chantal Hochuli (non nobile)                          |
| 2      | Christian       | 1985            | figlio di Ernesto Augusto    | La madre è Chantal Hochuli (non nobile)                          |
| 3      | Otto Heinrich   | 1988            | figlio di Ludwig Rudolph     | La madre è Isabella Gfn von Thurn u.Valsassina-Como-Vercelli     |
| 4      | Heinrich Julius | 1961            | figlio di Ernesto Augusto IV | La madre era la principessa Ortrud di Schleswig-Holstein         |
| 5      | Albert          | 1999            | figlio di Heinrich Julius    | La madre è Thyra von Westernhagen, della piccola nobiltà tedesca |
| 6      | Julius          | 2006            | figlio di Heinrich Julius    | La madre è Thyra von Westernhagen, della piccola nobiltà tedesca |
| 7      | Georg           | 1949            | figlio di Georg Wilhelm      | La madre era Sofia di Grecia e di Danimarca                      |